# Phalcoboenus
Phalcoboenus Orbigny, 1834 è un genere di uccelli della famiglia dei Falconidi tipici del Sudamerica, volgarmente conosciuti col nome di caracara.

## Tassonomia
Il genere comprende le seguenti specie:
- Phalcoboenus carunculatus Des Murs, 1853 - caracara caruncolato
- Phalcoboenus megalopterus (Meyen, 1834) - caracara montano
- Phalcoboenus albogularis (Gould, 1837) - caracara golabianca
- Phalcoboenus australis (Gmelin, JF, 1788) - caracara striato